# Keef Hartley
Keith "Keef" Hartley (8 de abril de 1944-26 de noviembre de 2011) fue un baterista y músico de sesión británico. Lideró también su propia banda, conocida como The Keef Hartley Band o Keef Hartley's Big Band, presentándose en el reconocido festival de Woodstock. Más adelante fue miembro de la banda Dog Soldier y trabajó como músico de sesión para Rory Storm, The Artwoods y John Mayall, entre otros.
Hartley falleció el 26 de noviembre de 2011 a los 67 años.

## Discografía

### Keef Hartley Band
- Halfbreed (1969)
- The Battle of North West Six (1969)
- The Time Is Near (1970)[3]
- Overdog (1971)
- Little Big Band  (1971)
- Seventy-Second Brave (1972)
- Not Foolish Not Wise (1999)

### Solista
- Lancashire Hustler (1973)

### Dog Soldier
- Dog Soldier (1975)

### John Mayall
- Crusade (1967)
- The Blues Alone (1967)
- The Diary of a Band - Volume One (1968)
- The Diary of a Band - Volume Two (1968)
- Back to the Roots (1971)
- Moving On (1973)
- Ten Years Are Gone (1973)